# Estat de la Mar Roja
La wilaya o estat de la Mar Roja (àrab: البحر الأحمر, al-Baḥr al-Aḥmar) és una de les quinze wilayes o estats de l'actual Sudan (2001). Té una superfície de 212.800 km² i una població d'1.396.110 habitants (2008). La capital és Port Sudan. Sudan reclama dins d'aquest estat el triangle d'Halaib, que està administrat per Egipte i la sobirania del qual és discutida. Els habitants originals són els beges que formen el 65% de la població, però són els més pobres. Està dividit en 8 províncies: Bur Sudan (Port Sudan), Gebiet Elma'din, Halayib, Haya, Sawakin, Sinkat, Gunob Awlieb, Derodieb, Tokar i Ageeg.

## Història
Fins al 1930 el que avui dia és l'estat de la Mar Roja (incloent el triangle d'Halaib) va ser una província del Sudan Anglo-egipci que tenia per capital Suakin. L'abandonament progressiu d'aquest i l'emergència de Port Sudan, va fer que la província fos fusionada a la de Kassala. Va restar dins d'aquesta província fins a l'1 de gener de 1973, quan en fou separada i va formar una nova província amb una superfície de 212.990 km² i una població de 695.874 habitants, sent la capital Port Sudan. El 1980 es va crear la regió de Kassala i la província de la Mar Roja fou una de les que en va formar part. El 1991 la regió de Kassala fou declarada estat, però el 14 de febrer de 1994 es va dividir en tres estats: estat de Kassala, estat de Gedarif i estat de la Mar Roja. Aquest darrer tenia com a base la província. A l'estat actua el Congrés dels Beges i l'anomenat Front Oriental que va mantenir la lluita armada durant anys (1991-2006) contra el règim de Khartum fins a l'acord de pau d'Asmara el 14 d'octubre del 2006.

## Governadors
- 1994 - 1995 Badwai Khayr Idris
- 1995 - 1995 Awad Khier Allah
- 1995 - 1997 Mohammed Osman
- 1997 - 2001 Abu Ali Majdhub Abu Ali
- 2001 - 2005 Hatim al-Wasil Ash-Shaykh as-Sammani
- 2005 - ? Mohammed Taheir Aila
- ? 2019 Mustafa Mohamed Nur[1]
- 2019 - Hafiz El Taj (provisional des del Cop d'estat al Sudan de 2019)[2]